# Most Vysočina

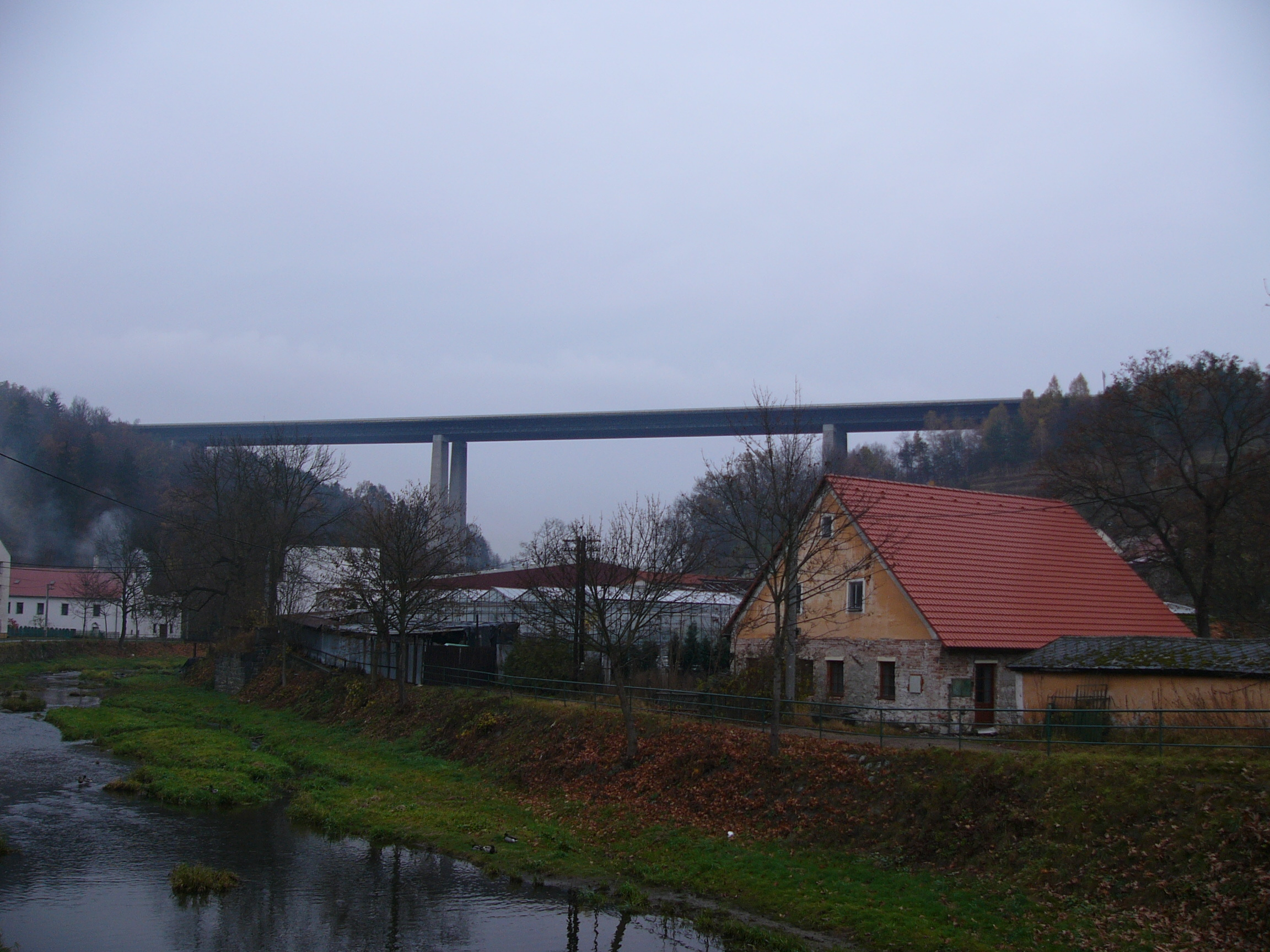
Pohled na most Vysočina ze severu od mostu přes řeku Oslavu na silnici II/360 ve Velkém Meziříčí

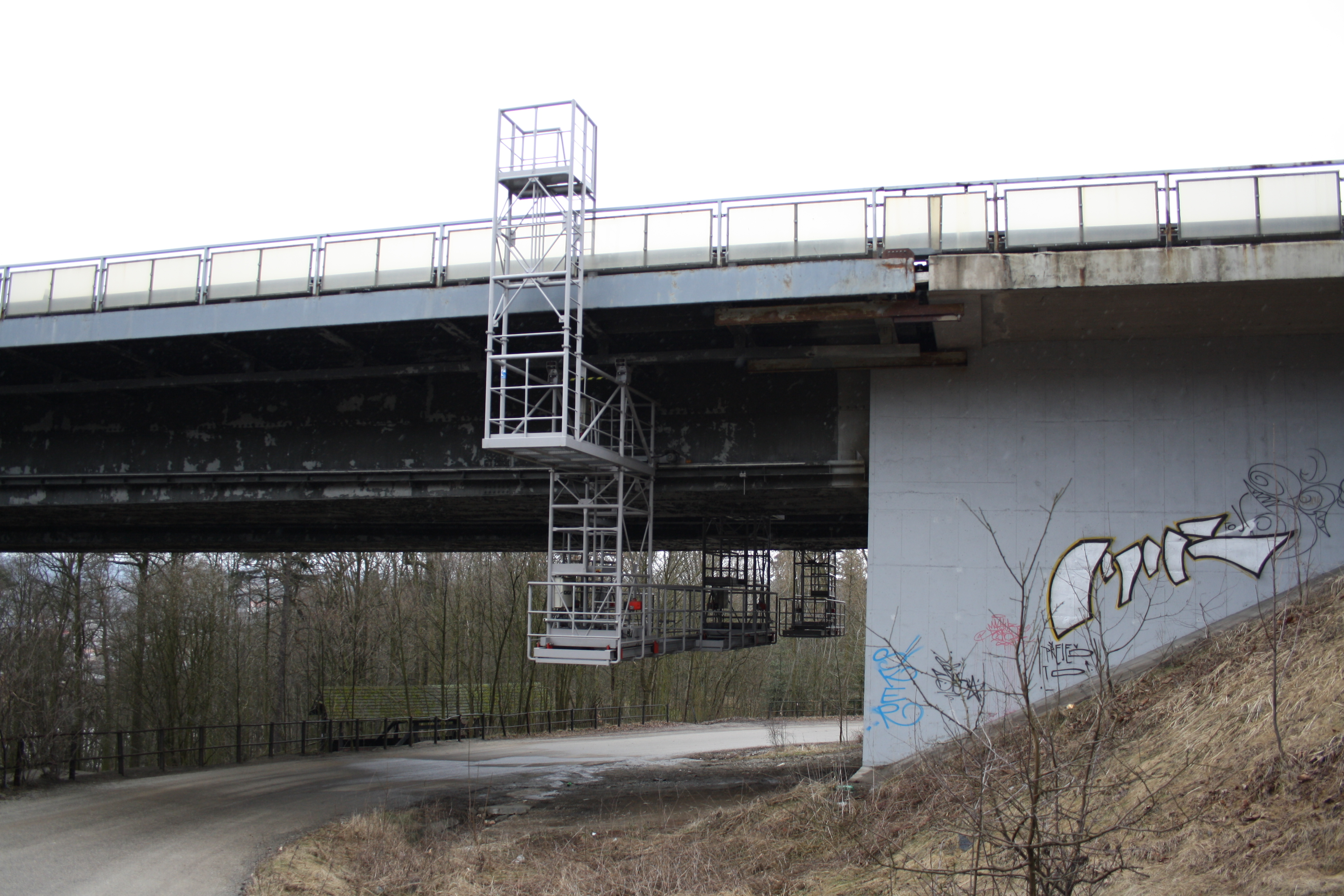
Platformy pro opravu

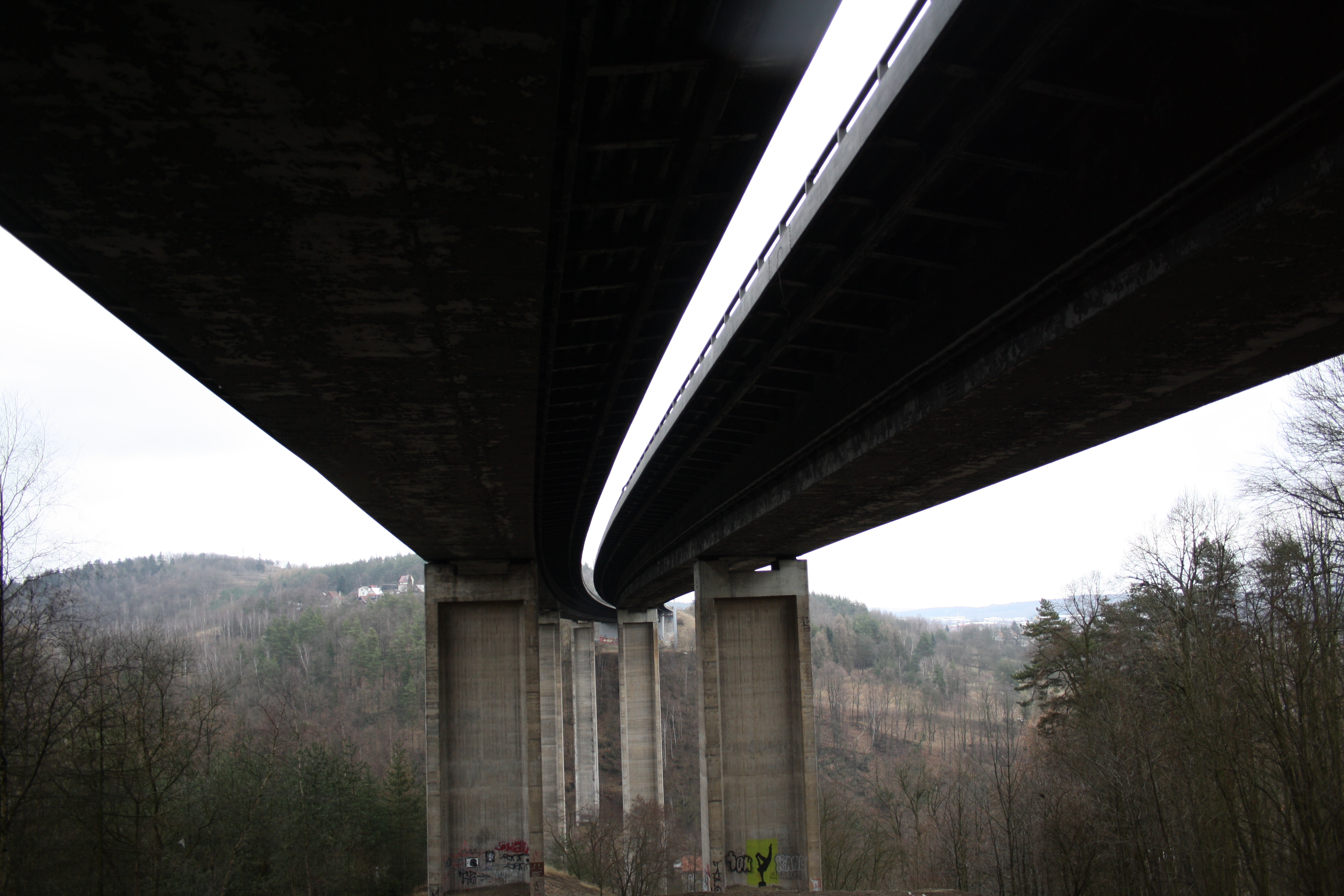
Pilíře a spodní pohled na most

Most Vysočina je ocelový silniční most na 144. kilometru dálnice D1, který překlenuje údolí řeky Oslavy ve Velkém Meziříčí. Ve skutečnosti se jedná o dva souběžné ocelové mosty (pro každý směr dálnice jeden), jejichž 426 metrů dlouhá mostovka se nachází ve výšce 77,5 metrů. Díky těmto rozměrům se jedná o nejvyšší most na dálnici D1 a druhý nejdelší v úseku mezi Prahou a Brnem. Dálnice na mostě je postavena v kategorii D26,5/120.
V roce 2016 dálničním úsekem vedoucím přes most Vysočina projelo cca 40 tisíc automobilů denně.

## Historie
Soutěž na přemostění údolí řeky Oslavy byla vypsána v roce 1967 a kromě ocelové konstrukce byla také zvažována varianta betonová. Vítězná varianta dvou souběžných ocelových mostů o šířce 13,7 m a 13,8 metru byla vybrána v roce 1971. Projekt konstrukce vypracovala brněnská pobočka Vítkovických železáren pod vedením Ing. Antonína Pechala a vlastní konstrukci o váze 5 660 t dodaly Vítkovické železárny Ostrava. Na stavbě spolupracovaly firmy Dopravní stavby Olomouc, Vítkovické železárny a Hutní montáže Ostrava. Stavba byla zahájena v dubnu 1972 a most byl zprovozněn 28. listopadu 1978.
V roce 1978 proběhla statická a dynamická zatěžovací zkouška mostu – statická tak, že na most byla vyslána nákladní auta s nákladem, a dynamická tak, že na mostě byly připevněny rakety, které byly následně odpáleny. Z těchto zkoušek se určila tuhost mostu.
V roce 2012 byl most rekonstruován.
Nejnáročnější rekonstrukce proběhla v roce 2020 v průběhu rekonstrukce a rozšíření dálnice D1, kdy došlo i k rozšíření mostu samotného. Každý z obou mostů byl pomocí přidaných konzol o délce deseti metrů zavěšených montážními úchyty rozšířen o 75 centimetrů směrem do středu dálnice z 11,75 metrů na 12,5 metru. Byla tím zmenšena mezera mezi dvěma mosty z původních 1,75 metru na pouhých 10 centimetrů. Zároveň byl kompletně vyměněn cementobetonový kryt a vozovka obou mostů, dilatační uzávěry, rekonstruována předmostí, zesíleny ocelové konstrukce, provedena kompletní sanace spodní stavby a nová protikorozní ochrana nosné konstrukce. Z důvodu výměny 1 100 kg vážících mostních ložisek na všech pilířích pro zvýšení odolnosti mostů vůči rostoucímu svislému zatížení byla mostovka o hmotnosti 6 200 tun nadzdvihnuta pomocí hydraulických lisů o 4 centimetry. Na rekonstrukci bylo použito více než 300 tun oceli. Během rekonstrukce došlo v průběhu svářečských prací k úplnému uzavření jednotlivých mostů z důvodu možného poškození svarů vibracemi způsobenými projíždějící dopravou. Celková délka uzavírky jednotlivých mostů dosáhla sedmdesáti dnů oproti předpokládaným 105. Pro výběr zhotovitele stavby se počítalo i s kritériem co nejkratší doby uzavírky jednotlivých mostů. Součástí rekonstrukce byla i kompletní výměna nadjezdu s vozovkou vedoucí na Fajtův kopec, jehož demolice probíhala za úplného uzavření dálnice v nočních hodinách. Cena zakázky byla 1,583 miliardy Kč. Rekonstrukce mostu ve směru z Prahy na Brno byla dokončena v srpnu a mostu v opačném směru v listopadu 2020.

## Konstrukce
Most probíhá v půdorysném oblouku. Mostovku tvoří spojité trámy o čtyřech polích s rozpětím 80, 110, 134 a 100 metrů a celkové hmotnosti 6 200 tun, které jsou podpírány třemi mezilehlými betonovými pilíři. Ocelové obdélníkové uzavřené komorové trámy s ortotropní mostovkou mají rozměr 6,0 × 4,1 m. Model mostu i další informace o něm lze nalézt v muzeu silnic a dálnic ve Velkém Meziříčí.